# 孫繼魯
孫繼魯（1498年—1547年），字道甫，號松山，諡清愍，雲南都指揮使司雲南右衞（今雲南省昆明市）人，明朝政治人物，嘉靖二年進士。

## 生平
治《礼记》，正德十四年（1519年）由國子生中式己卯科（1519年）雲南鄉試第十二名舉人，嘉靖二年（1523年）登癸未科第二甲第八名進士，授湖广澧州知州，因事連坐，改國子監助教。歷官戶部员外郎、郎中，監通州倉，外放河南衞輝府、直隸淮安府知府。因與織造中官對抗，被誣陷逮捕入京。大學士夏言力救免罪，孫繼魯卻未表謝意，夏言因此不悅。改補貴州黎平府知府，升任湖廣提學副使，進山西參政。嘉靖二十三年（1544年），升山西按察使。改任陝西右布政使。
嘉靖二十六年（1547年），以都察院右副都御史、巡撫山西。與時任總督都御史翁萬達發生衝突，兩人上疏互訐。恰逢嘉靖帝依賴翁萬達，於是大怒孫繼魯私自上疏引往事議君上。而夏言亦厭惡孫繼魯，遂逮捕其下詔獄。疽發於脖頸，病死獄中。明穆宗即位后，贈兵部左侍郎，賜祭葬，廕一子，諡清愍。

## 家族
曾祖张珏。祖张铎。父张禧。母李氏。具庆下，行八，兄继先、继宗、继远、继周、继淑、弟继志、继邹。

## 延伸阅读
[在维基数据编辑]
 《國朝獻徵錄·卷之六十二》，出自焦竑《國朝獻徵錄》
 《明史卷二百〇四》，出自《明史》

| 官衔          | 官衔                                                                | 官衔          |
| ------------- | ------------------------------------------------------------------- | ------------- |
| 前任： 吕顓   | 明朝卫辉府知府 嘉靖十四年-十六年                                    | 繼任： 王聘   |
| 前任： 袁淮   | 淮安府知府 嘉靖十六年（1537年）任                                   | 繼任： 周洪范 |
| 前任： 楊守謙 | 明朝山西巡撫 嘉靖二十六年正月乙酉 - 嘉靖二十六年四月丙戌 （1547年） | 繼任： 蘇祐   |